# 早野 (川崎市)

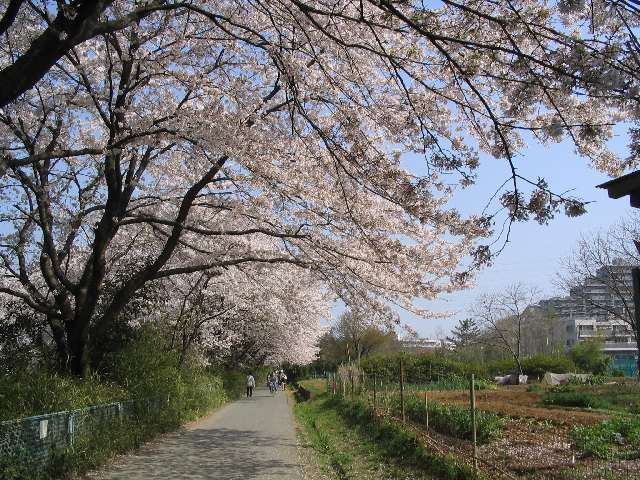
麻生川の桜並木

早野（はやの）は、神奈川県川崎市麻生区の大字。住居表示は未実施である。面積は92.5 ha。

## 地理
麻生区の南東端に位置し、鶴見川と支流の早野川が流れる南側は低地となっており、北や東は丘陵地帯となっている。一帯は大半が市街化調整区域や農業振興地域に指定されていることもあり、南方の平地は水田として使われ、また丘陵地は畑や雑木林となっているほか、中央から北部にかけて霊園・公園である早野聖地公園が所在している。また、神奈川県道12号横浜上麻生線の沿線には住宅や商店、また早野聖地公園があることにより石材店なども見られる。
早野は北端で王禅寺・虹ケ丘と、東端から南端にかけて横浜市青葉区のもみの木台・鉄町・寺家町と、西端では下麻生・王禅寺東と接している（特記のない町域は川崎市麻生区）。

### 水利
早野は周囲を鶴見川や早野川が流れているが、水田より低く、農業用水として活用することはできなかった。そのこともあり、時期は不明であるが、『新編武蔵風土記稿』にも7つのため池（上池・五郎池・林ケ池・中ノ谷池・堤入池・竜ケ谷池・下谷池）が作られていたことが残っている 。池の水は厳密に管理されていたが、土地改良前には田から田へと水を流さざるを得ず、水を無駄にしないよう細心の注意を払うこととなった。
池の維持管理（補修・泥浚いなど）は、住民の手で行われてきたが、1991年（平成3年）には災害対策事業としてため池の改修工事の申請が行われ、国費が1/2、県費が1/4、地元負担が1/4で事業が進み、3年後に完工した。もともとため池の地権者が川崎市であったこともあり、維持管理費は川崎市から委託するという形で水利組合へ支出されるようになった。
用水に悩むのは早野ばかりでなく、隣接する鉄村では鶴見川から水を引いていたが、この用水路が早野を通過しており、早野が堀敷料を受け取っていた。不作の年は堀敷料をめぐって争いも起こったが、この関係は戦後に早野を通過せず鶴見川から水を汲み上げるポンプ場を設置するまで続いた。

## 歴史
当地では8世紀頃に築造されたと推定され、人馬の線刻画が描かれた早野横穴墳墓が発見されており、勅旨牧である石川牧との関連も指摘されている。一方、早野の文献への初出は時代を下って1559年（永禄2年）の「小田原衆所領役帳」で、「小机早野郷」として残る。
江戸時代の当地は旗本の富永氏領であった。村高は、正保年間の「武蔵田園簿」で220石5斗あまり、「元禄郷帳」や「天保郷帳」では225石5斗あまり、幕末の「旧高旧領取調帳」では250石（うち5石5斗は戒翁寺領）というように推移していた。「新編武蔵風土記稿」によれば家は25軒で、水利のために溜池が設けられていた。隣村の鉄村との間では境界争いも行われ、争いにまつわる言い伝えが残る「鉄火の松」や境界線に築かれた「境塚」などの名が、現代にもその名残りを伝えている。
明治以降、当地は都筑郡早野村から柿生村を経て、川崎市に編入された。農業として、明治からの稲作以外に昭和からは野菜作り、戦後には庭木やシイタケ栽培も行われ、第二次大戦までは養蚕も盛んであった。早野の農地を大きく分けると「広地中」・「谷戸田」・「山田」に分かれるが、広地中は21世紀でも農業が続いている一方、ほとんどの谷戸田は埋められ早野聖地公園となり、そして山田は大規模開発で虹ケ丘へと変貌し、農地は見る影もない。

### 地名の由来
由来ははっきりしないが、いくつかの説が唱えられている。
- 土地の貧しさから稗が育てられており、「ヒエノ」から転じたとする説[7][17]
- 当地が勅旨牧である「石川牧」に当たり、「駿馬の駆ける野原」に由来するという説[5][7]
- 平野から「ヘエノ」→「ハヤノ」と転じたとする説[5]

### 沿革
- 1868年（明治元年）- 明治維新。当地は神奈川県に属する。
- 1874年（明治7年）- 大区小区制により、当地は第6大区第7小区に属する。
- 1889年（明治22年）- 町村制施行により柿生村が成立。早野はその大字となる。
- 1904年（明治37年）- 日露戦争。早野からは6人が出征したが、1人の戦死者も出すことがなかった[20]。
- 1923年（大正12年）- 電線が引かれる[5]。
- 1939年（昭和14年）- 柿生村が川崎市に編入される。川崎市早野となる。
- 1969年（昭和44年）- 水道が引かれる[21]。
- 1970年（昭和45年）- ほぼ全域が市街化調整区域に指定される[5]。
- 1972年（昭和47年）- 川崎市が政令指定都市に移行。川崎市多摩区早野となる。
- 1973年（昭和48年）- 一部で区画整理が行われ、虹ケ丘が分立[22]。
- 1982年（昭和57年）- 多摩区から麻生区が分立。川崎市麻生区早野となる。
- 1994年（平成6年）- ため池の改修工事が完成。

### 小字
早野には、富士山下・広地（こうち）・矢崎前・上ノ原・長沢田・堺塚・中ノ谷（なかのやと）・梅ヶ谷（うめがやと）・山田という小字が存在する。なお、堺塚と山田の各一部は虹ケ丘となっている。

## 世帯数と人口
2025年（令和7年）6月30日現在（川崎市発表）の世帯数と人口は以下の通りである。
| 大字 | 世帯数  | 人口  |
| ---- | ------- | ----- |
| 早野 | 302世帯 | 632人 |

### 人口の変遷
国勢調査による人口の推移。
| 年                 | 人口 |
| ------------------ | ---- |
| 1995年（平成7年）  | 660  |
| 2000年（平成12年） | 682  |
| 2005年（平成17年） | 613  |
| 2010年（平成22年） | 605  |
| 2015年（平成27年） | 653  |
| 2020年（令和2年）  | 643  |

### 世帯数の変遷
国勢調査による世帯数の推移。
| 年                 | 世帯数 |
| ------------------ | ------ |
| 1995年（平成7年）  | 210    |
| 2000年（平成12年） | 236    |
| 2005年（平成17年） | 238    |
| 2010年（平成22年） | 230    |
| 2015年（平成27年） | 246    |
| 2020年（令和2年）  | 257    |

## 学区
市立小・中学校に通う場合、学区は以下の通りとなる（2022年7月時点）。
| 番地     | 小学校               | 中学校                   |
| -------- | -------------------- | ------------------------ |
| 1150番地 | 川崎市立虹ヶ丘小学校 | 川崎市立王禅寺中央中学校 |
| その他   | 川崎市立東柿生小学校 | 川崎市立柿生中学校       |

## 事業所
2021年（令和3年）現在の経済センサス調査による事業所数と従業員数は以下の通りである。
| 大字 | 事業所数 | 従業員数 |
| ---- | -------- | -------- |
| 早野 | 43事業所 | 164人    |

### 事業者数の変遷
経済センサスによる事業所数の推移。
| 年                 | 事業者数 |
| ------------------ | -------- |
| 2016年（平成28年） | 50       |
| 2021年（令和3年）  | 43       |

### 従業員数の変遷
経済センサスによる従業員数の推移。
| 年                 | 従業員数 |
| ------------------ | -------- |
| 2016年（平成28年） | 216      |
| 2021年（令和3年）  | 164      |

## 交通

### 路線バス
小田急バス（新百合ヶ丘営業所）によって、当地と柿生駅や市が尾駅を結ぶバスが運行されている。

### 道路
- 神奈川県道12号横浜上麻生線

## 施設
- 早野聖地公園
- 子ノ神社[34]
- 戒翁寺

## その他

### 日本郵便
- 郵便番号 : 215-0016[3]（集配局：麻生郵便局[35]）

### 警察
町内の警察の管轄区域は以下の通りである。
| 番・番地等 | 警察署     | 交番・駐在所 |
| ---------- | ---------- | ------------ |
| 全域       | 麻生警察署 | 東柿生駐在所 |